# エアポート ユナイテッド93
『エアポート ユナイテッド93』（Flight 93）は、2006年にアメリカ合衆国とカナダで放映されたテレビ映画。2001年9月11日に起きた、ユナイテッド航空93便テロ事件を描いた作品である。作品自体高い評価を受けてプライムタイム・エミー賞 作品賞 (テレビ映画部門)にノミネートされた。日本では、アルバトロス株式会社よりDVDが発売された。

## あらすじ
2011年9月11日早朝、副操縦士のリロイ・ホーマー・ジュニアはパイロットの制服に着替え、妻にキスして仕事へと出かける。ニューアーク国際空港ではユナイテッド航空93便に乗客が乗り込む。その中にはトム・バーネット、ジェレミー・グリック、トッド・ビーマー、マーク・ビンガム、ローレン・グランドコラス、ドナルド・グリーン、エリザベス・ワイニオがいる。アルカイダのテロリスト、ズィアド・ジャッラーフ、サイード・アル＝ガームディー、アフマド・アル＝ハズナーウィー、アフマド・アル＝ナーミーの4人も同便に搭乗する。同機はカリフォリニア州サンフランシスコに向かってニューアークを飛び立つ。
離陸から46分後、ハイジャック犯が行動に出る。乗客のマーク・ローテンバーグが交渉しようとするが刺されて死亡し、「爆弾」が目に入ったことで乗客らはパニックに陥る。ハイジャック犯らは客室乗務員1人を刺して意識を失わせ、コックピットに乱入して操縦士らに襲いかかる。ハイジャック犯らとの格闘の際に、副操縦士ホーマーは救助コールを送信するが、機長のジェイソン・ダールとともに人事不省に陥る。数分後に77便がバージニア州アーリントンにあるペンタゴン（アメリカ国防総省本庁舎）に激突する。
93便の乗客らは機内電話を使って家族らからニューヨークのワールドトレードセンターへの攻撃やワシントンD.C.のペンタゴンへの攻撃のことを知る。乗客らはハイジャック犯4人に組織だった抵抗を行おうと決意する。乗客の中のドン・グリーンに飛行機の操縦経験があることも手伝って、その計画は実行に移される。彼らはグリーンが最低でも同機を制御できるようにと望みを託す。
乗客らは武器を手に取り、祈りを捧げ、愛する者へと最期の連絡をつけると、トッド・ビーマーは「行くぞ！(Let's roll!)」と声を上げる。抵抗の手始めに、通路を食事用のカートを押して駆け上る。ジャッラーフは乗客らをよたつかせようと機体を激しく振り、93便は危うく小型飛行機にぶつかりそうになる。その間にも、乗客らは攻撃をし続け、コックピットの外にいるアル＝ナーミーを圧倒する。煮え立った湯をかけられたアル＝ナーミーはマーク・ビンガムに魔法瓶で頭を殴られて死亡する。乗客らが迫っているのを目にして、アル＝ガームディーとジャッラーフ、それにアル＝ハズナーウィは、目標とする攻撃対象には到達できないと観念して、同機を墜落させる準備をする。乗客らはカートを使ってコックピットのドアを破る。アル＝ガームディーとアル＝ハズナーウィは乗客らがコックピット内に入るのを防いでいる間に、計画の残りを実行せずにただ飛行機を墜落させろとジャッラーフに命じる。ジャッラーフが機首を下げると、乗客らはついにコックピット内に入り込む。93便は裏返しになり、ペンシルベニア州シャンクスヴィルに墜落し、乗客らは全員死亡する。航空管制官らが93便からの何らかの応答がないか必死に情報を探る姿が描かれる。消防士らが墜落場所（大きな穴で示される）を調べるために駆けつける。画面には歳月の経過が表現され、それとともにその大きな穴は消えていく。

## スタッフ
- 監督：ピーター・マークル
- 製作総指揮：デヴィット・ガーバー
- 製作：クララ・ジョージ
- 脚本：ネヴィン・シュライナー
- 音楽：ヴェルトン・レイ・バンチ
- 撮影：マーク・アーウィン
- 編集：スコット・ボイド
- 特殊効果：ヒドゥン・フォートレス

## キャスト
※括弧内は日本語吹き替え
- トム・バーネット：ジェフリー・ノードリング（鳥畑洋人）
- トッド・ビーマー：ブレナン・エリオット（内田直哉）
- ディーナ・バーネット：ケンドール・クロス（唐沢潤）
- マーク・ビンガム：タイ・オルソン（坂詰貴之）
- リサ・ジェファーソン：モニー・マイケル（藤生聖子）